# Hematodinium-Infektion der Zehnfußkrebse
Die Hematodinium-Infektion der Zehnfußkrebse ist eine durch Dinoflagellaten der Gattung Hematodinium hervorgerufene Infektionskrankheit bei Zehnfußkrebsen, die vor allem bei Krabben auftritt. Die Erkrankung zeigt sich bei den einzelnen Arten unterschiedlich und hat daher eine Reihe von Trivialbezeichnungen: Bitterkrabbenkrankheit (engl. bitter crab syndrome, bitter crab disease oder pink crab disease), milky disease und yellow water disease.  Wirtschaftlich am bedeutendsten ist die Parasitose bei Schneekrabben, deren Fleisch bitter und damit ungenießbar wird, aber auch bei Samtkrabbe, Königskrabbe, Taschenkrebs und Paralithodes platypus treten solche Geschmacksveränderungen auf. Obwohl das veränderte Krabbenfleisch ohne gesundheitliche Risiken für den Menschen ist, lässt es sich wegen des Geschmacks nicht mehr vermarkten.

## Ursache
Auslöser dieser Parasitose sind Einzeller der Gattung Hematodinium, insbesondere Hematodinium perezi und Hematodinium australis. Diese zur Ordnung Syndiniales gehörenden Parasiten haben V-förmige Zellkerne, gymnodinoide Dinosporen (Zoosporen) und weisen Mitosen auf (Dynomitosen). Die beiden Arten werden anhand der Größe der vegetativen Stadien, des Vorhandenseins eines runden Plasmodiumstadiums und der Form des kondensierten Chromatins unterschieden.
Der genaue Lebenszyklus der Erreger ist unbekannt. Er besteht aus drei Phasen: Trophont (Plasmodium, vegetatives oder Wachstumsstadium), Sporont (nicht-vegetatives Stadium) und die infektiöse Dinospore (Mastigote oder motiles Stadium). Es gibt zwei Typen von Dinosporen: Macrodinosporen und Microdinosporen. Diese können den Wirt über Mund und Kiemen verlassen, aber nur auf dem Kiemenweg versporen sich die Parasitenstadien und zirkulieren dann im Wasser, was in Aquarien zu einer Wasserverfärbung führt (‚yellow water disease‘). Nur die Microdinosporen schwimmen schnell und sind für die Ausbreitung der Erkrankung verantwortlich.
Die Infektion beginnt mit dem fadenförmigen Trophont, welcher bei milden Infektionen in der Hämolymphe auftritt. Dann entsteht der amöboide Trophont und dann der spinnenförmige Trophont. Letztere vermehrt sich in Hepatopankreas und Herz. Daraus entstehen die Sporoblasten, welche bei chronischen und schweren Infektionen in der Hämolymphe aunzutreffen sind. Da die Erreger heterotroph sind ernähren sie sich vollständig durch Entzug von Nährstoffen von ihrem Wirt. Dies führt zu einer starken Abnahme der Glykogen-Spiegel im Wirt und damit zu einer Wachstumsverzögerung. Zudem entziehen die Parasiten dem Wirt Isoprenoide, was zu einem Anstieg des Hormons Methylfarnesoat führt.
Begünstigende Faktoren für die Erkrankung sind höhere Wassertemperaturen und ein erhöhter Salzgehalt.

## Vorkommen
Die Erreger wurden erstmals in den 1930er Jahren mit geringen Befallsraten vor der französischen Küste bei Gemeiner Strandkrabbe und Liocarcinus depurator nachgewiesen, später auch bei Portunus latipes. Danach wurde Hematodinium perezi auch bei der wirtschaftlich bedeutenden Blaukrabbe im Südosten der USA gefunden. Weitere Nachweise gab es im mittleren Atlantik bei Cancer irroratus, Cancer borealis und weiteren Schwimmkrabben einschließlich Ovalipes ocellatus. Mittlerweile wurde der Erreger auch bei der Großen Pazifischen Schwimmkrabbe vor Australien und bei der Geriffelten Mangrovenkrabbe in China nachgewiesen. Vor der britischen Küste wurden bei Ruderkrabben Prävalenzen von bis zu 22,5 % ermittelt.
Mittlerweile gibt es Nachweise bei 53 Zehnfußkrebsarten, mehrheitlich bei Krabben, aber auch bei Hummern und Garnelen.

## Klinisches Bild
Die Erkrankung verursacht Allgemeinstörungen wie Lethargie. Die Hämolymphe ist wolkig oder milchig und gerinnt nicht mehr. Bei manchen Arten kommt es zu einer Entfärbung des Carapax, bei anderen zu einer Hyperpigmentierung mit pinker Verfärbung. Die Pigmentveränderungen sind Folge der Immunantwort des Wirts, eine direkte Schädigung des Panzers findet nicht statt. Bei Schneekrabbe und Chionoecetes bairdi vor den US-amerikanischen Küsten verfärbt sich das Fleisch kreidefarben, wird weich und beim Kochen ungeniesbar. Bei der pink crab disease verfärben sich Hämolymphe und Muskelfleisch pink, die Fleischtextur wird unregelmäßig und der Geschmack bitter. Im weiteren Krankheitsverlauf kommt es zu Störung der Atmung und damit Sauerstoffversorgung, zu einer Abnahme der Protein- und Glucose-Reserven und schließlich zum Tod. In Alaska gab es in den 1980er Jahren eine Mortalität von 100 % in den Haltungen von Chionoecetes bairdi.